# Pachygone loyaltiensis
Pachygone loyaltiensis är en tvåhjärtbladig växtart som beskrevs av Friedrich Ludwig Diels. Pachygone loyaltiensis ingår i släktet Pachygone och familjen Menispermaceae. Inga underarter finns listade i Catalogue of Life.